# Puits Maugrand
 (mai 2021).
Si vous disposez d'ouvrages ou d'articles de référence ou si vous connaissez des sites web de qualité traitant du thème abordé ici, merci de compléter l'article en donnant les références utiles à sa vérifiabilité et en les liant à la section « Notes et références ».
Les puits Maugrand sont d'anciens charbonnages Houillères de Blanzy, situés sur le territoire de la commune de Montceau-Les-Mines. Ce site d'extraction était composé de deux puits jumeaux (Nord & Sud) .[réf. nécessaire]

## Histoire
Le fonçage débute en 1826, les puits sont alors creusés jusqu'à 45 mètres de profondeur. En 1829 l'exploitation commence mais les résultats sont décevants et l'extraction cesse en mars 1830.
En 1833 l'inventaire officiel [Quoi ?] mentionne la seule présence à Maugrand du chevalement, d'un bâtiment, d'une cheminée et d'un logement : l'absence de machine semblant confirmer l'inactivité du site.

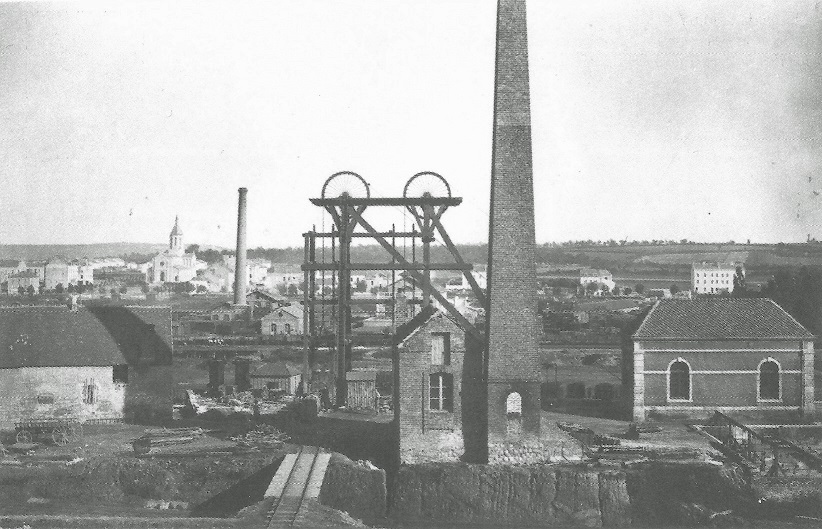
Le premier chevalement en bois.
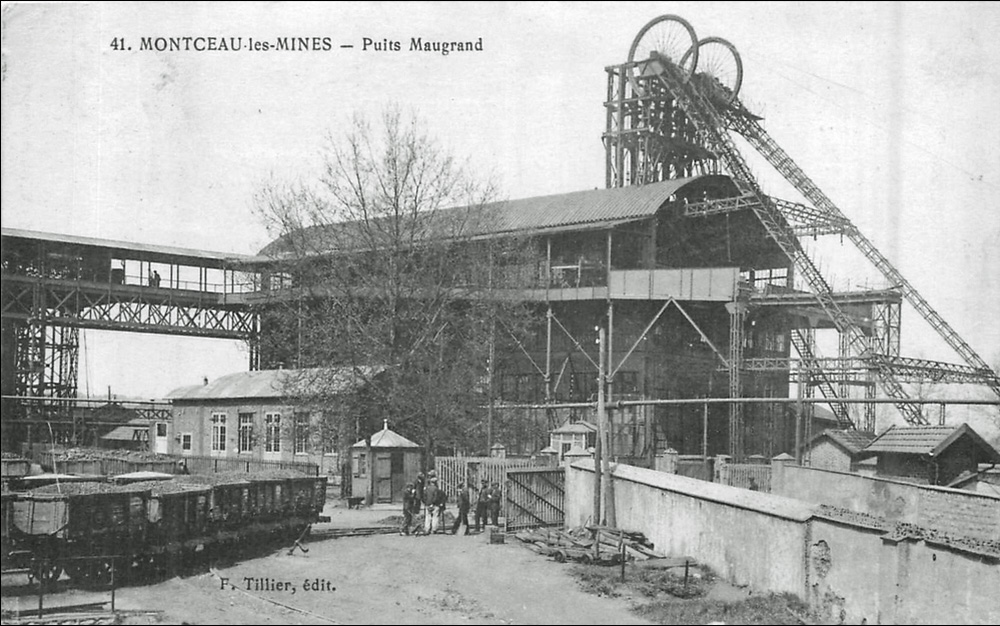
Le chevalement métallique.

En 1837 sous l'impulsion de la "Compagnie des Mines de Houille de Blanzy"  l'exploitation reprend.

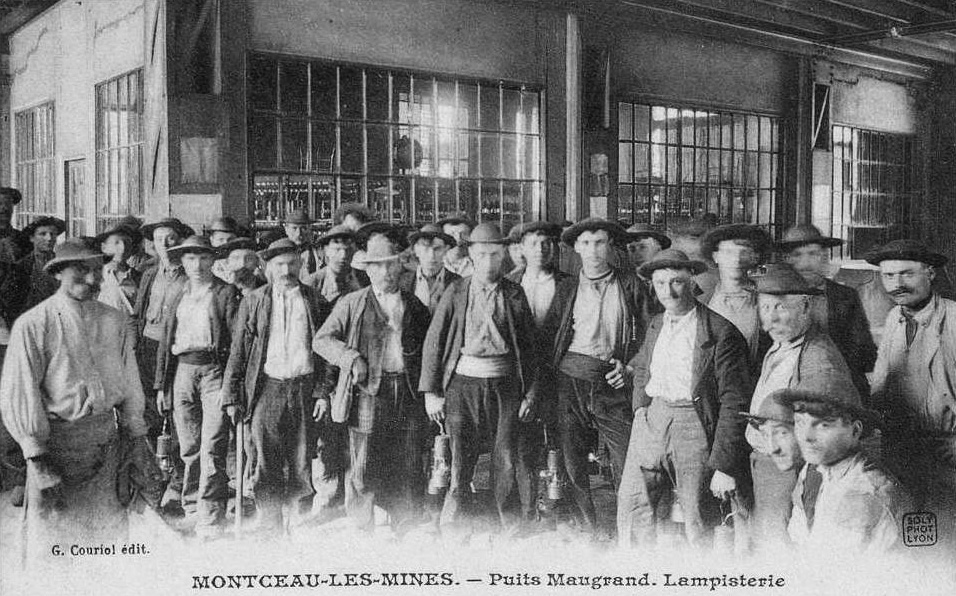
La lampisterie.
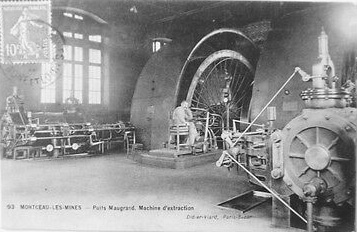
La machine d'extraction.

En 1922, le puits Maugrand est le théâtre d'une innovation avec l'utilisation, pour la première fois au fond, de la traction par locomotives.
Le mardi 7 juin 1932, l'extraction s'arrête à Maugrand, l'activité est concentrée sur le puits Plichon tout juste mis en service, le puits Maugrand sert alors à l'aérage pour les puits Plichon et Darcy puis seulement pour Darcy à partir de 1967 à la suite de l'arrêt de Plichon.
L'ultime cordée a lieu le 11 juillet 1977 , le remblayage des tubes entre 104 et le jour, s'effectue aussitôt . Les puits avaient 151 ans au moment de leur remblayage.